# کیهان‌شناسی (فلسفه)
کیهان‌شناسی (Cosmologgy) در اصطلاح:
1. مترادف وجود مطلق عام است و به جهان هستی از آن جهت که جهان است یعنی دارای نظام استوار است نه از آن جهت که حق است گفته می‌شود.
2. به معنی چیزی است که خدا آن را از عدم به وجود آورده‌است.
3. جهان‌شناسیCosmology علمی است که از قوانین عمومی جهان، با توجه به اصل و تکوین آن بحث می‌کند، خواه این بحث تجربی باشد، خواه فلسفی (نظری). جهان‌شناسی عقلی، در اصطلاح کانت عبارت است از بحث در مسائل مربوط به اصل و طبیعت جهان، از این جهت که جهان یک حقیقت وجودی معین خارج از ذهن است. تحقیق در این مسائل ایجاد اشکالی می‌کند که کانت آن را تعارضات Antinomies نامیده‌است.
4. جهانی Cosmique منسوب به جهان است، از این جهت که جهان یک کل است و مخصوصاً از این جهت که ستارگان در ترکیب آن دخالت دارند.
5. کوْنی یا جهانی Cosmologique منسوب به جهان است. دلیل جهانی، معادل برهان واجب و ممکن عبارت است از اثبات وجود خداوند با استناد به وجود جهان زیرا جهان و آنچه در آن است ممکن الوجود است و هر ممکنی حادث است و هر حادثی نیاز به محدث دارد. این دلیل در مقابل برهان وجودی [معادل برهان صدیقین] است.
6. جهان پیدایی Cosmogonie یا علم به منشأ جهان علمی است که متضمن توصیف اصل، تکوین و منشأ جهان است.[۱][۲][۳][۴]